# 신도 료스케
신도 료스케(일본어: 進藤 亮佑, 1996년 6월 7일 ~ )는 일본의 축구 선수이다. 현재 J1리그의 세레소 오사카에서 뛰고 있다.

## 구단 경력
그는 2015년부터 J리그의 홋카이도 콘사돌레 삿포로, 세레소 오사카에서 뛰었다.